# Jeff Daniels

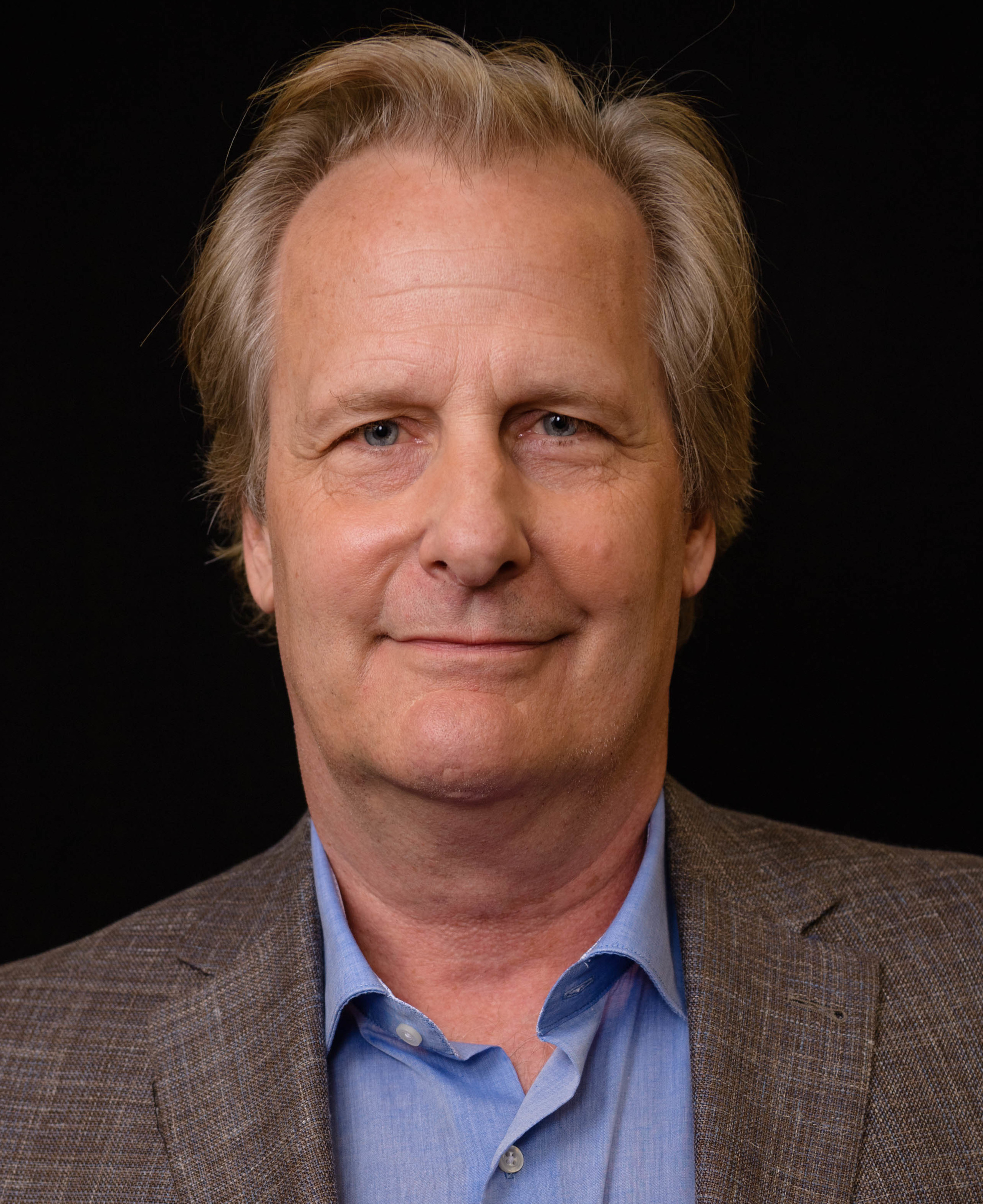
Jeff Daniels 2018.

Jeffrey Warren “Jeff” Daniels, född 19 februari 1955 i Athens, Georgia, är en amerikansk skådespelare.
Daniels föddes i Georgia men växte upp i Michigan, närmare bestämt i Chelsea i Washtenaw County. I slutet av 1970-talet flyttade han till New York där han arbetade som scenskådespelare, bland annat på Broadway. Bland hans tidiga filmer är Ömhetsbevis (1983) och sitt genombrott fick han med Kairos röda ros (1985), regisserad av Woody Allen. Sin komiska sida fick han visa upp i bland annat Dum & dummare (1994) där han spelar med Jim Carrey och i Rätt och galet (1997) med Michael Richards. 2013 vann han en Emmy Award i kategorin Bästa manliga huvudroll i en dramaserie för rollen som Will McAvoy i The Newsroom.
Daniels bor tillsammans med sin familj i Michigan där han växte upp. Han är också musiker och har spelat in två skivor.

## Filmografi i urval
- 1980 – Hawaii Five-O (TV-serie) (1 avsnitt)
- 1981 – Ragtime
- 1983 – Ömhetsbevis
- 1985 – Kairos röda ros
- 1986 – I nöd och lust
- 1986 – I vildaste laget
- 1987 – Radio Days
- 1988 – Huset på Carroll Street
- 1988 – Sweet Hearts Dance
- 1990 – Imse vimse spindel
- 1990 – Välkommen hem Roxy Carmichael
- 1991 – Slaktarens fru
- 1993 – Frasier (TV-serie) (1 avsnitt)
- 1993 – Gettysburg
- 1994 – Dum & dummare
- 1994 – Speed
- 1996 – 101 dalmatiner
- 1996 – Den långa resan
- 1996 – Två dagar i L.A.
- 1997 – Rätt och galet
- 1998 – Välkommen till Pleasantville
- 1999 – Mannen från Mars
- 2002 – Blood Work
- 2002 – Timmarna
- 2003 – Gods and Generals
- 2004 – Imaginary Heroes
- 2005 – The Squid and the Whale
- 2006 – Familj på väg
- 2008 – Space Chimps (röstroll)
- 2008 – Traitor
- 2009 – Arlen Faber
- 2009 – Away We Go
- 2009 – Paper Man
- 2009 – State of Play
- 2010 – Howl
- 2012 – Looper
- 2012–2014 – The Newsroom (TV-serie) (25 avsnitt)
- 2013 – Family Guy (TV-serie) (röstroll, 1 avsnitt)
- 2013 – Quad
- 2014 – Dum & dummare 2
- 2015 – Steve Jobs
- 2015 – The Martian
- 2016 – Allegiant
- 2017 – Godless (TV-serie)
- 2020 – The Comey Rule (TV-serie) (2 avsnitt)
- 2021 – American Rust (TV-serie) (19 avsnitt)
- 2024 – En riktig man (TV-serie) (6 avsnitt)